# Shirley (Maine)
Shirley es un pueblo ubicado en el condado de Piscataquis en el estado estadounidense de Maine. En el Censo de 2010 tenía una población de 233 habitantes y una densidad poblacional de 1,66 personas por km².

## Geografía
Shirley se encuentra ubicado en las coordenadas 45°21′31″N 69°37′28″O / 45.35861, -69.62444. Según la Oficina del Censo de los Estados Unidos, Shirley tiene una superficie total de 140.22 km², de la cual 138.07 km² corresponden a tierra firme y (1.54%) 2.16 km² es agua.

## Demografía
Según el censo de 2010, había 233 personas residiendo en Shirley. La densidad de población era de 1,66 hab./km². De los 233 habitantes, Shirley estaba compuesto por el 99.57% blancos, el 0% eran afroamericanos, el 0% eran amerindios, el 0.43% eran asiáticos, el 0% eran isleños del Pacífico, el 0% eran de otras razas y el 0% pertenecían a dos o más razas. Del total de la población el 0% eran hispanos o latinos de cualquier raza.